# Luki Frieden

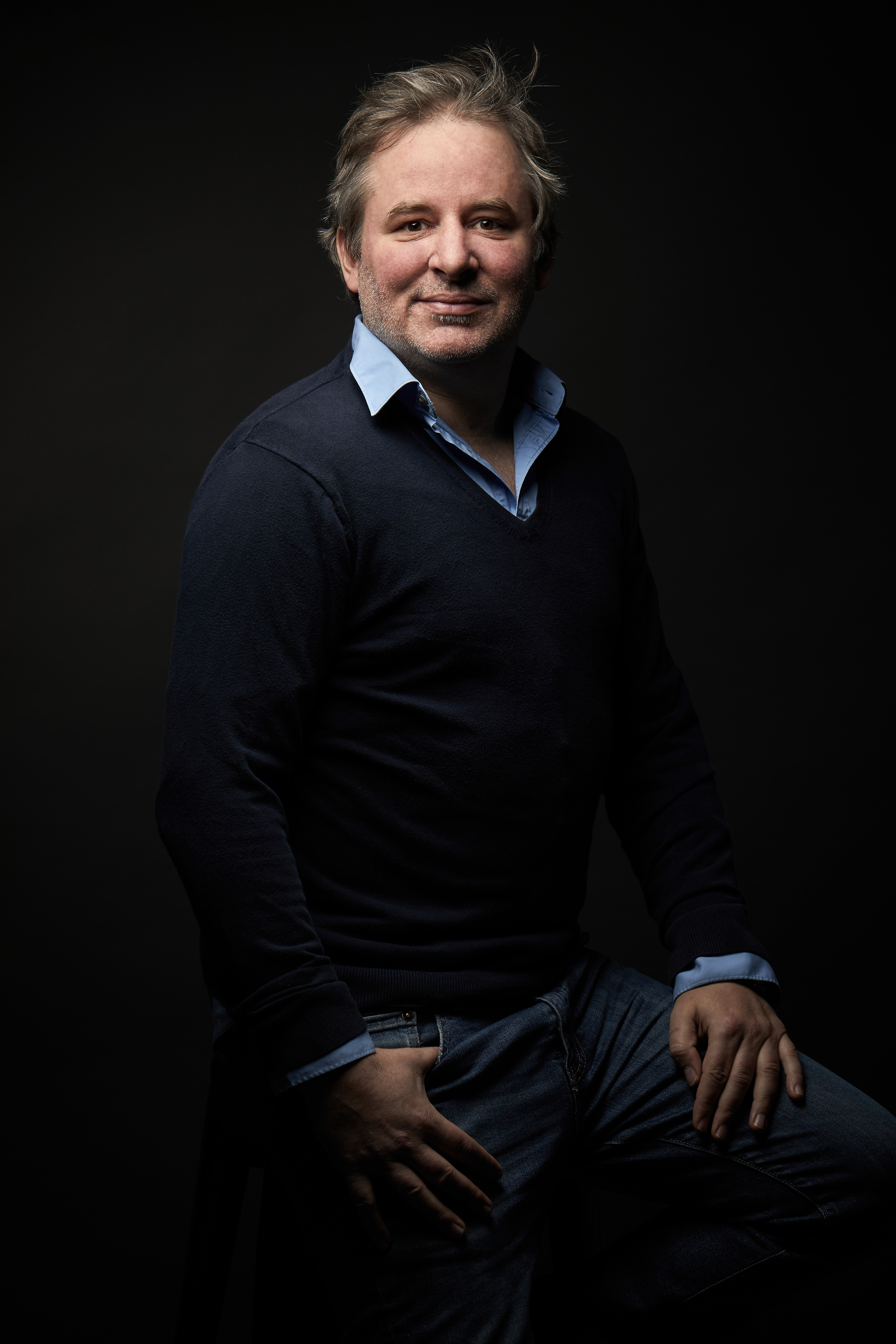
Luki Frieden (2019)

Luki Frieden (* 28. Februar 1973 in Bern) ist ein Schweizer Regisseur und Drehbuchautor für Kino-, TV- und Werbefilme.

## Leben
Frieden absolvierte von 1989 bis 1994 das Lehrerseminar in Thun und studierte anschliessend an der New York Film Academy. Seit 1999 arbeitet er als freischaffender Drehbuchautor und Regisseur. 2003 kam sein erster Spielfilm, «November», in die Kinos. Der Film handelt von einem Lottogewinn, der die heile Welt einer Familie im Mittelstand langsam auseinanderbrechen lässt und in einem Drama endet. Ein Jahr später gründete er gemeinsam mit Peter Gärtl die Designagentur Nordland, deren Arbeiten international ausgezeichnet wurden. Friedens zweiter Spielfilm, «Tausend Ozeane», feierte 2008 beim Wettbewerb des 4. Zürich Filmfestivals Premiere. Die Hauptrollen spielten Max Riemelt, Joel Basman und Maximilian Simonischek. Das Drama um Leben und Tod wurde von der Kritik überwiegend positiv aufgenommen und an internationalen Festivals gezeigt. Für das Schweizer Fernsehen inszenierte Frieden 2014 das TV Drama «Unser Kind». Der Film handelt von einem Paar, das während der Schwangerschaft mit der Diagnose «behindertes Kind» konfrontiert wird.
Frieden hat auch zahlreiche Werbefilme für grosse Firmen gedreht, in denen er mit Persönlichkeiten wie Roger Federer, Lindsey Vonn, Aksel Svindal oder Bode Miller arbeitete.
Er ist Mitglied der Schweizer Filmakademie und lebt in Thun.

## Soziales Engagement
2015 gründete Frieden den Verein Härzebluet für üse FC Thun, dessen Präsident er bis heute ist. Der Verein sammelt Spendengelder für den FC Thun und hat dem Fussballclub in den letzten vier Jahren fast eine Million Schweizer Franken übergeben können.
Frieden drehte unter anderem auch Sensibilisierungskampagnen über «Armut», «Einsamkeit im Alter» oder «Suizidalität».

## Filmografie (Auswahl)
- 1995: Confused Kind (Kurzfilm; Drehbuch, Regie)
- 1997: Guardian Angel (Drehbuch, Produktion, Regie)
- 2004: November (Drehbuch, Regie)
- 2008: Tausend Ozeane (Drehbuch, Regie)
- 2011: Green Ethiopia (Dokumentation; Drehbuch, Produktion, Regie)
- 2014: Unser Kind (Fernsehfilm; Regie)

## Auszeichnungen / Festivals (Auswahl)

### Spielfilme

#### Auszeichnungen
- 2009: EZetera-Filmpreis, Filmfest Emden-Norderney, «Tausend Ozeane»[15]
- 2009: Nomination Schweizer Filmpreis für Filmmusik «Tausend Ozeane»
- 2008: Berner Filmpreis für den Spielfilm «Tausend Ozeane»[16]
- 2003: Berner Filmpreis für den Spielfilm «November»[16]

#### Festivals
- 2010: Festival International Madeira, Portugal «Tausend Ozeane»[17]
- 2009: Wettbewerb Filmfestival Max Opüls Preis «Tausend Ozeane»
- 2009: Festival Internacional de Cine Madrid-Móstoles «Tausend Ozeane»
- 2009: Internationales Filmfestival Norwegen, «Tausend Ozeane»
- 2009: Leeds International Filmfestival «Tausend Ozeane»
- 2009: Internationales Filmfestival San Luis Obispo, USA «Tausend Ozeane»
- 2008: Wettbewerb Zürich Film Festival «Tausend Ozeane»
- 2004: Filmtage des deutschsprachigen Films Beijing, China «November»
- 2004: Wettbewerb Filmfestival Max Ophüls Preis für «November»
- 2004: Chicago Internationales Filmfestival «November»

### Werbespots
- 2017: Silber EDI (Schweizer Werbefilmpreis) Suizidkampagne «Reden kann retten»[18]
- 2014: Goldene Victoria, Internationale Wirtschaftsfilmtage, «Sweet Tokyo»[19]
- 2013: Gold World Medal, New York Festivals, «Sweet Tokyo»[20]
- 2013: Gold Dolphin, Cannes Corporate Media & TV Awards, «Sweet Tokyo»[21]
- 2013: Magic Eye (Kamera) & Intermedia-Globe Gold, World Media Festival, «Sweet Tokyo»[22]
- 2013: Best of Festival & Gold für Kamera, US International Film & Video Festival, «Sweet Tokyo»[21]
- 2012: Gold EDI – Best Director «Sweet Tokyo»[23]
- 2012: Goldene Victoria, Internationale Wirtschaftsfilmtage, «Der Kuss»[24]
- 2012: Goldener Funke, Deutscher Preis für Wirtschaftskommunikation, «Der Kuss»[25]
- 2011: Gold Dolphin, Cannes Corporate Media & TV Awards, «Der Kuss»[26]
- 2011: Intermedia-Globe Grand Award, World Media Festival, «Der Kuss»[22]
- 2009: Gold EDI – IWC Schaffhausen «Galapagos»[27]